# メトネ (衛星)
メトネ (Saturn XXXII Methone) は、土星の第32衛星である。非常に小さい天体であり、2004年に土星探査機カッシーニの調査チームによって発見された。付近を公転するパレネと共に、カッシーニが撮影した画像の中から発見された初めての衛星である。

## 発見と命名
メトネは、カッシーニが撮影した画像の中から、カッシーニの画像解析に携わるチームによって2004年6月1日に発見された。発見報告は、同年8月16日に国際天文学連合のサーキュラーで公表され、S/2004 S 1 という仮符号が与えられた。

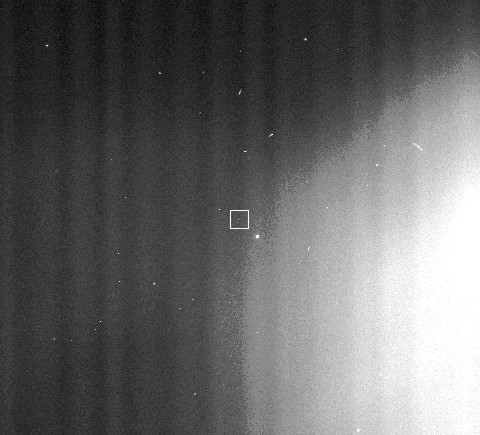
カッシーニが2004年6月1日に撮影したメトネの発見画像。

発見報告の段階では、この天体は1981年8月23日にボイジャー2号によって発見が報告された S/1981 S 14と同一天体である可能性がわずかながらあるとされたが、詳細は不明であった。なお後に S/1981 S 14 は別の衛星であることが判明し、パレネと命名されている。
メトネという名は、ギリシア神話に登場する巨人アルキオネウスの7人の娘たち（アルキオニデス）の一人に由来し、2005年1月21日に国際天文学連合のワーキング・グループによって公式に命名された。また同時に Saturn XXXII という確定番号が与えられた。

## 軌道
メトネの軌道はミマスより外側、エンケラドゥスより内側にあり、ほぼ真円に近い。この領域には同様の小さな衛星がメトネを含めて3個発見されており (パレネとアンテ)、いずれもアルキオニデスに由来する名が付けられている。これらの3つの衛星の起源については、ミマスかエンケラドゥスから分離したという説と、初期に周辺に大量に存在した小衛星の集団の生き残りであるという説がある。
メトネはミマスとの 14:15 の平均経度の共鳴を起こしており、これによって軌道に擾乱が発生している。このためメトネの接触軌道要素には大きな変化が生じており、軌道長半径は振幅が 20 km 程度、近点経度には 5° 程度の振幅で振動が発生している。これらの振動の時間間隔はおよそ450日である。また異なる時間スケールで軌道離心率も 0.0011 から 0.0037 の間を変動しており、軌道傾斜角も 0.003° から 0.020° の間を変動している。

## 物理的特徴
2012年5月20日にカッシーニがメトネに接近して観測を行い、その表面の特徴が明らかになった。写真でも明らかなように、際立って滑らかな表面をした楕円体状をしており、検出可能な大きさのクレーターは存在しなかった。パレネやアイガイオンも同様に滑らかな表面を持つと考えられている。
メトネの表面はアルベドの異なる2つの領域にくっきりと分かれている。明るい領域はアルベドが 0.70 程度であるのに対し、暗い領域はこれより 13% ほども低い 0.61 という値を持つことが分かっている。後者の領域の中で最もアルベドが低い場所は 0.58 である。暗い領域は、メトネの公転方向に対して先行する側の表面に存在している。紫外線と赤外線のスペクトルではこの2つの領域に明るさの違いは見出されておらず、組成に由来する色の違いではなく物理的な違いに起因する可能性が示唆されている。例えばミマスとテティスの先行半球における熱的な異常の起源として、先行半球側は土星の磁気圏に由来する電子の衝突頻度が高くなることによるものとする仮説が提唱されている。これに類似した放射の非等方性が、メトネのアルベドの模様の生成に関与している可能性がある。
メトネが静水圧平衡の状態にある、つまりこの細長い形状は土星からの潮汐力とメトネの重力を反映している結果であると仮定すると、メトネの密度は 0.31 g cm-3 と推定される。これは太陽系の天体の平均密度としては最も低い衛星の一つである。そのため、この天体は非常に空隙率の大きい氷で出来ていると考えられる。空隙の多い天体内部では構成する物質が位置を大きく変えることが出来るため、これがクレーターが表面に発見されていないことの理由になる可能性がある。

## 土星の環との関係
2006年、カッシーニの観測から土星の新たな環が観測され、R/2006 S 5 という仮符号がつけられた。この環は翌2007年に撮影された画像により、メトネの周辺の軌道上に位置する弧状の環として2008年に正式に確認された。この環は、土星の環のうちのメトネ・アークとして知られている。この環は、微小隕石の衝突によってメトネから放出された物質によって形成されていると考えられる。